# Церковь Святого Маврикия (Кобург)
Церковь Святого Маврикия (нем. Morizkirche) — старейший храм Кобурга.
Известно, что на месте существующего готического здания храма ранее находилась романская базилика конца XII или XIII века, остатки фундамента которой сохранились до настоящего времени. Название впервые упоминается в папских документах 1323 года, где указано, что церковь посвящена Святому Маврикию.
Самая старая сохранившаяся часть церкви — длинный готический хор в восточной части здания, построенный в 1380-1400 годах. Он служил монашеским хором бенедиктинцев монастыря Святых Петра и Павла до роспуска в 1525 году. Известно, что в Пасхальную неделю 1530 года в церкви проповедовал Мартин Лютер.
В 1585 году герцог Саксен-Кобургский Иоганн Казимир приказал гельдбургскому художнику Вольфгангу Зихельшмидту расписать деревянный потолок нефа кессонным узором. В конце XVI века он сделал хор местом захоронения семьи герцога, а в 1598 году заменил главный алтарь в конце хора большой эпитафией Иоанну Фридриху Среднему. Лишь в 1687 году герцог Альбрехт начал строительство склепа в хоре. Церковь была местом захоронения герцогского дома до 1860 года.
Франц Иосия Саксен-Кобург-Заальфельдский в 1740-е гг поручил Давиду Штейнгруберу перепроектировать интерьер церкви в зал-галерею с комнатой проповедника в стиле барокко. Многие части старой готической церкви исчезли, в том числе кафедра, с которой проповедовал Лютер. Помимо прочего, был разбит узор окон, чтобы создать широкий и светлый общественный зал, а также построены двухэтажные просторные галереи, а лепной потолок интерьера нефа был украшен орнаментом в стиле рококо итальянского художника Карло Бальдини Босси.
После этого церковь осталась практически неизменной, за исключением текущих ремонтных работ. Интерьер храма был отремонтирован в 1926—1929 гг, а внешний ремонт западной части начался в 1934 году. В 1970—1971 гг была проведена еще одна масштабная внутренняя реконструкция, в том числе обустройство алтарной зоны под триумфальной аркой по проекту мюнхенского профессора Йоханнеса Людвига. Лепной потолок над органом был закреплен в рамках реставрации в 1988-1989 гг. В 2003—2004 году было отремонтировано внешнее здание хора. С апреля 2014 по апрель 2016 года интерьер церкви подвергся капитальному ремонту стоимостью 1,4 млн. евро.
Церковь Святого Маврикия в Кобурге также известна бракосочетанием 20 октября 1932 года между Густавом Адольфом и Сибиллой Саксен-Кобург-Готской, будущими родителями шведского короля Карла XVI Густава.

## Галерея

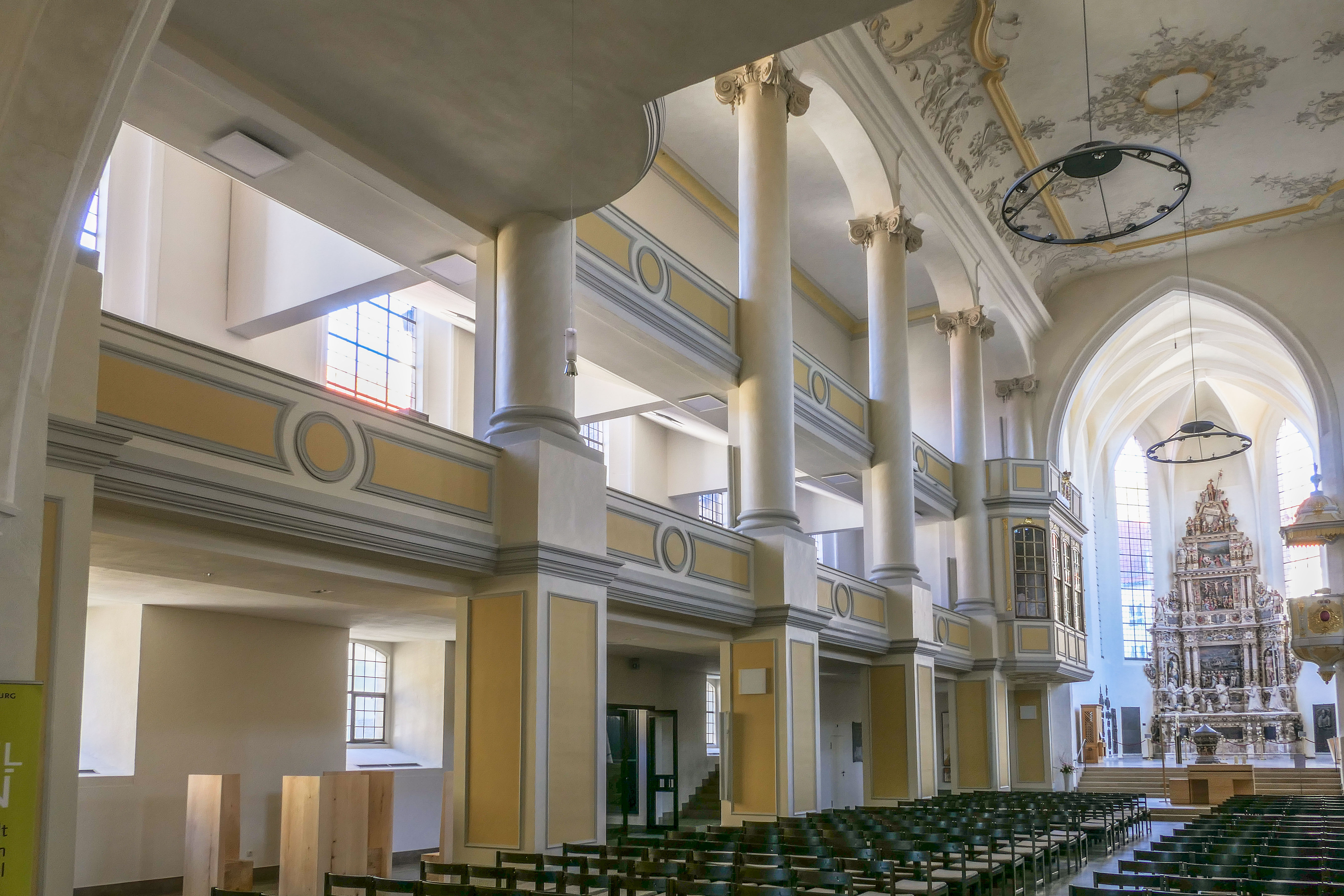
Интерьер
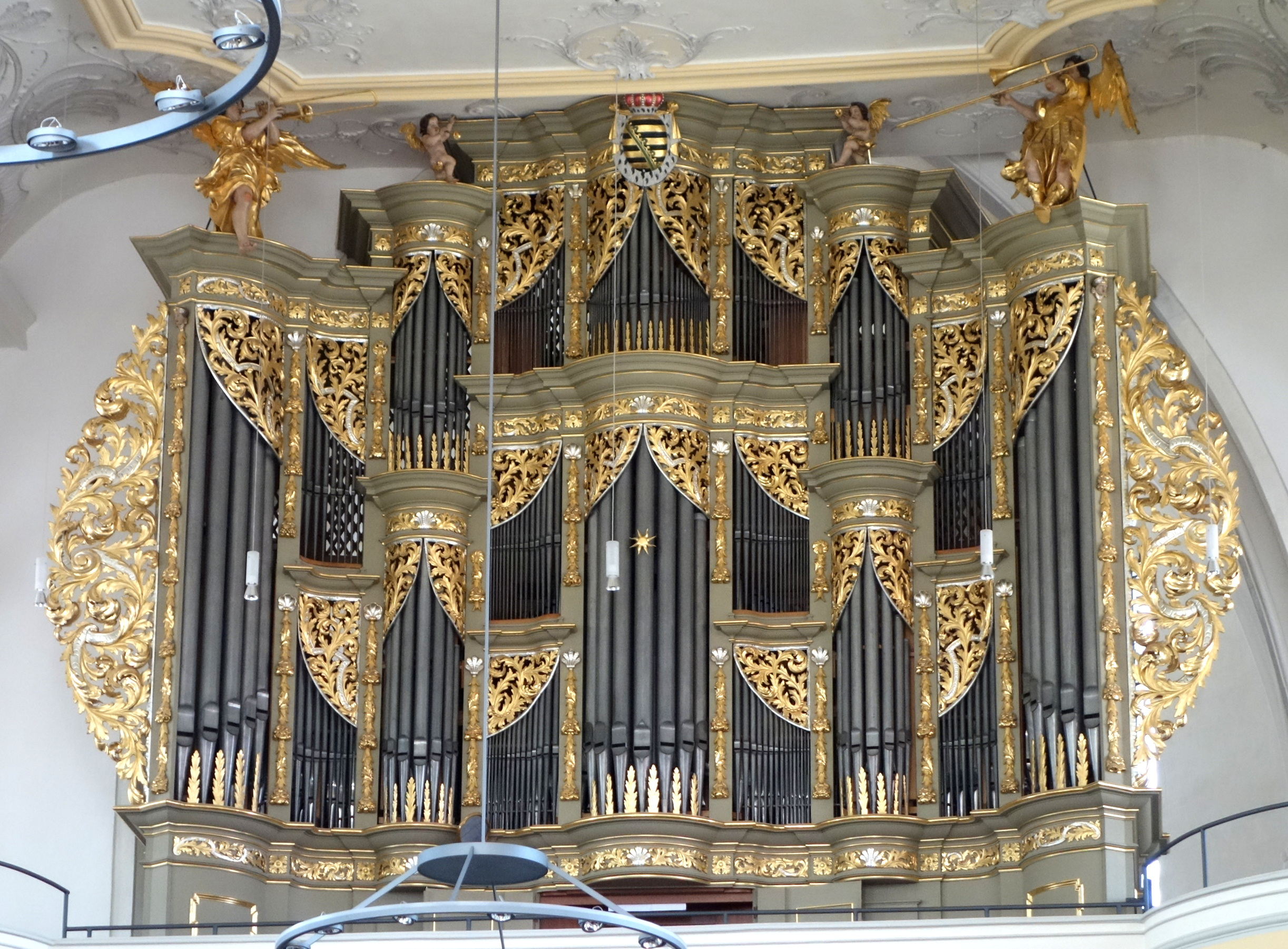
Орган
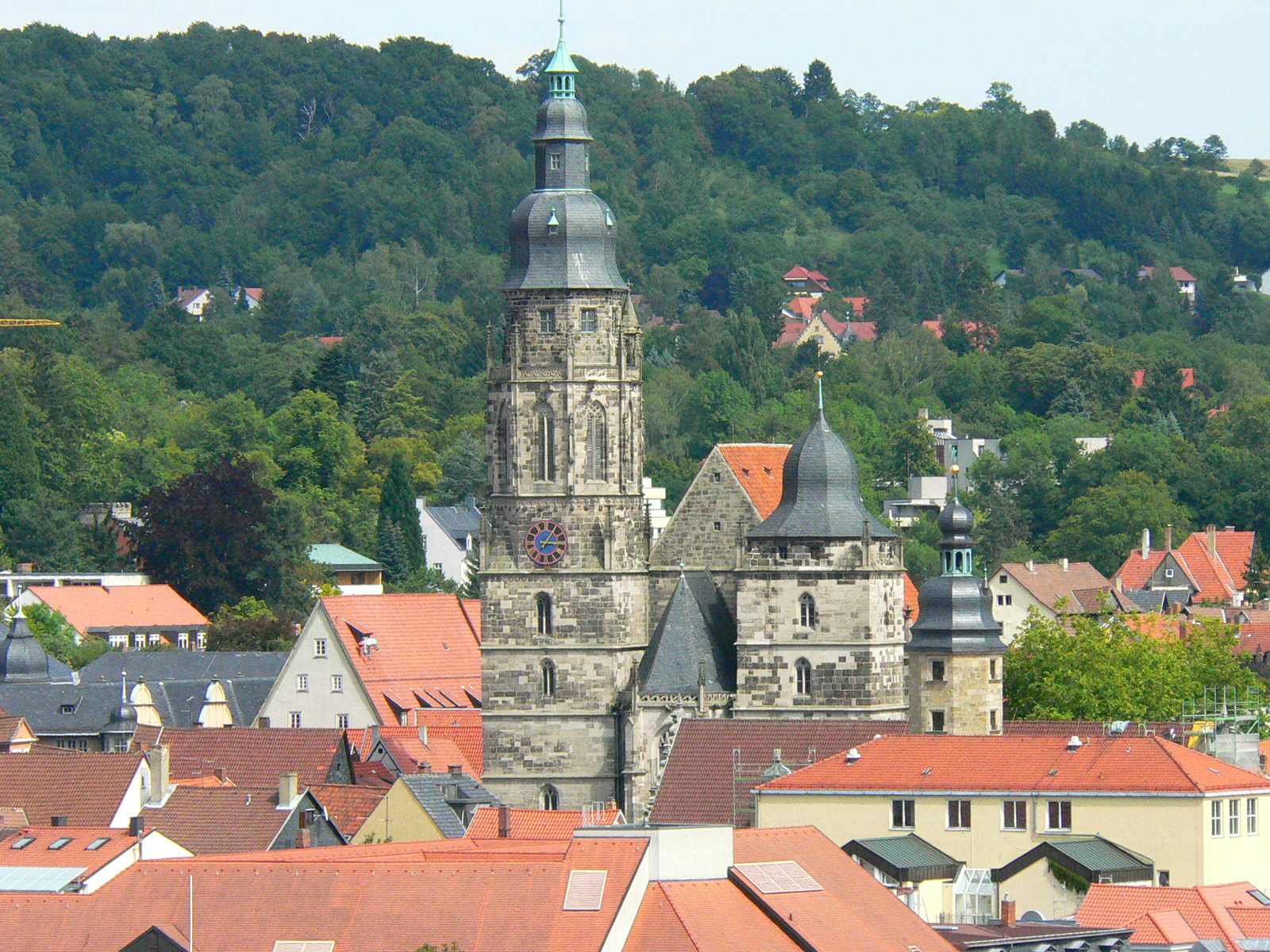
На фоне Старого города
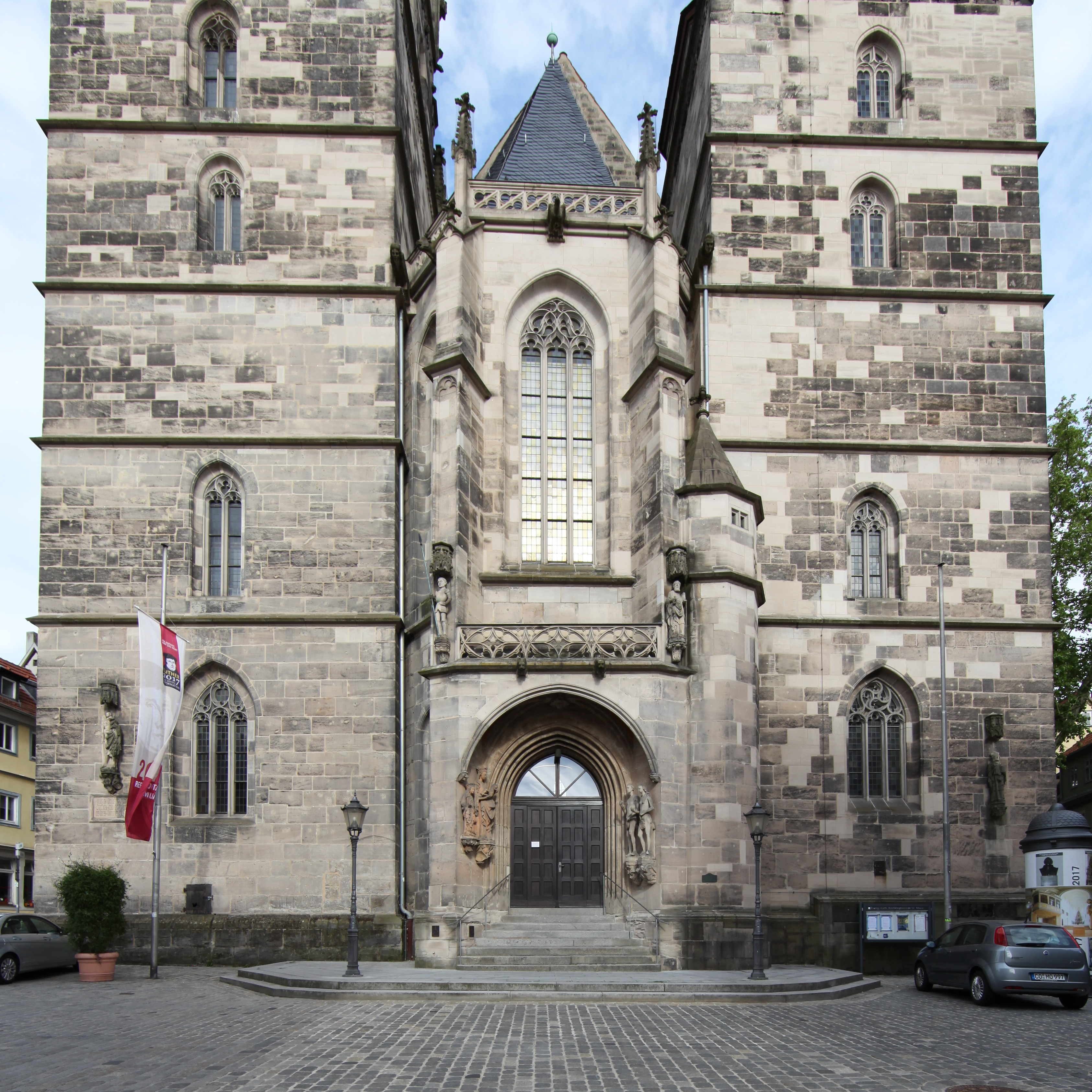
Западный фасад